# Seznam britanskih kemikov
Seznam britanskih kemikov.

## A
- Alan Battersby
- John Albery
- Mary Archer, Baroness Archer of Weston-super-Mare
- Peter Atkins

## B
- Derek Harold Richard Barton
- E. J. Bowen
- Humphry Bowen

## C
- Robert Sidney Cahn
- John George Children
- Thomas Clark (kemik)
- Robert H. Crabtree
- William Crookes

## D
- John Frederic Daniell
- Charles Daubeny
- Humphry Davy
- Michael J. S. Dewar
- Edward Divers
- Richard Newland Dixon
- Michael Drew
- Raymond Dwek

## E
- Myron Evans

## F
- Alan Fersht
- David Forbes (britanski mineralog)
- Rosalind Franklin

## G
- William Robert Grove

## I
- Christopher Kelk Ingold

## J
- James Finlay Weir Johnston

## K
- Alexander Kellas (1868–1921) (Škot)
- David Anthony King
- Aaron Klug
- Jeremy Knowles

## L
- Jack Lewis
- Herbert Lindlar

## M
- Archer John Potter Martin
- Max Muspratt

## N
- Dudley Maurice Newitt
- Ronald George Wreyford Norrish

## O
- Leslie Orgel

## P
- Samuel Parkes (kemik)
- William Perkin
- Raymond Peters
- Richard Phillips (kemik)
- Michael Polanyi

## R
- Richard Robinson
- Robert Robinson (kemik)

## S
- Nevil Sidgwick
- John Spinks

## T
- Margaret Thatcher
- Henry Tizard
- Alexander Todd

## W
- A. E. Wilder-Smith